# Brüllaffen
Die Brüllaffen (Alouatta) sind eine Primatengattung aus der Familie der Klammerschwanzaffen (Atelidae). Sie leben in Mittel- und Südamerika und sind für ihr lautes Schreien bekannt, das sie vorwiegend am frühen Morgen ausstoßen. Sie ernähren sich von Blättern und anderem Pflanzenmaterial. Die Gattung umfasst 11 bis 14 Arten.

## Beschreibung

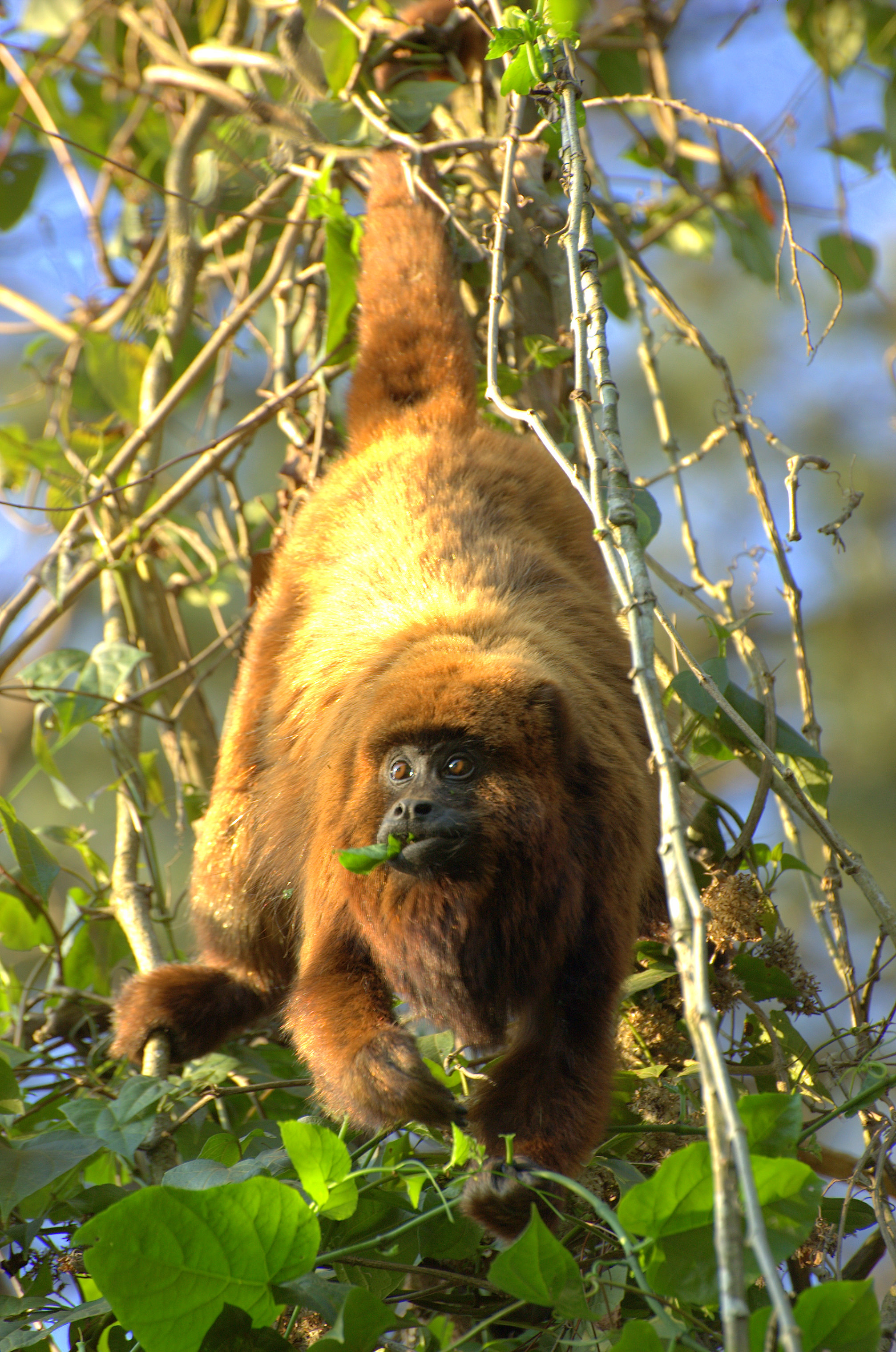
Brauner Brüllaffe (Alouatta guariba)

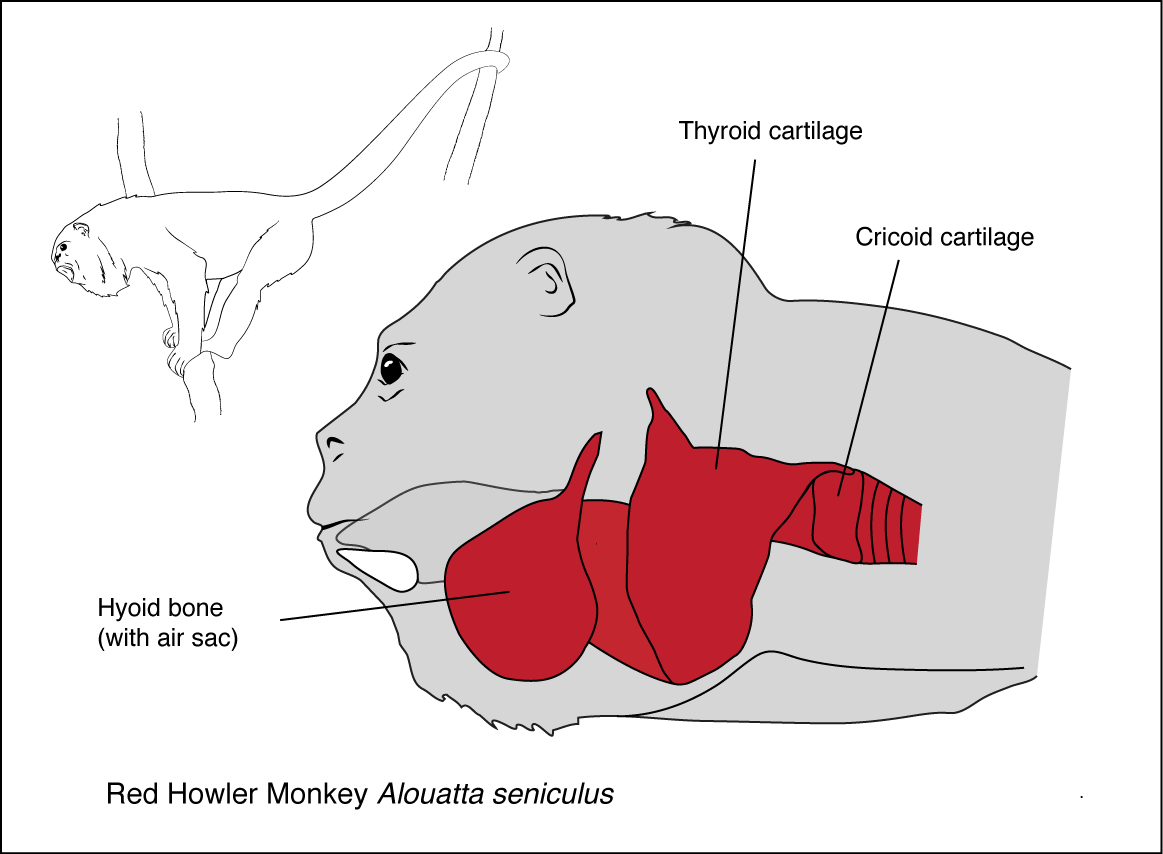
Kehlkopf eines Brüllaffen

Brüllaffen zählen nach den Spinnenaffen zu den größten Neuweltaffen. Sie erreichen eine Kopfrumpflänge von 60 bis 90 Zentimeter, der Schwanz wird ebenso lang. Das Gewicht beträgt 4 bis 10 Kilogramm. Es herrscht ein ausgeprägter Geschlechtsdimorphismus hinsichtlich der Größe – die Männchen sind stets deutlich schwerer als die Weibchen – und beim Schwarzen Brüllaffen auch bei der Fellfärbung. Das Gesicht ist haarlos und dunkel, der Mund- und Halsbereich ist für laute Schreie entwickelt: Zungenbein (Os hyoideum) und Schildknorpel (Cartilago thyroidea) des Kehlkopfs sind stark vergrößert und es besteht eine Ausstülpung des Innenraums des Kehlkopfs (Ventriculus laryngis). Das Fell ist rau und meistens lang, seine Färbung reicht von gelbbraun über rot bis zu schwarz, was von der Art, vom Alter und vom Geschlecht abhängt, aber auch individuell variieren kann. Der lange Schwanz ist im hinteren Teil an der Unterseite unbehaart, er ist als Greifschwanz ausgebildet. Die Gliedmaßen sind relativ lang und kräftig, Arme und Beine sind ungefähr gleich lang. Der Daumen ist schwach ausgebildet, aber im Gegensatz zu verwandten Arten vorhanden.

## Farbensehen
Brüllaffen sind die einzige Gruppe unter den Neuweltaffen mit einem trichromatischen Farbensehen. Diese Fähigkeit entwickelte sich vor ungefähr 7 bis 16 Millionen Jahren durch Genduplikation des auf dem X-Chromosom gelegenen zweiten Opsin-Gens. Auf der Basis von drei statt zwei verschiedenen Photorezeptortypen ist eine feinere Unterscheidung von Farben möglich. Bei den Altweltaffen, zu denen auch der Mensch zählt, wurde eine trichromatische Farbwahrnehmung schon früher entwickelt (vor etwa 23 Millionen Jahren). Mit der Evolution des verbesserten Farbensehens ging auch hier ein Verlust an intakten Riechzellen einher; je stärker sich das Farbensehen ausprägte, desto mehr verlor vermutlich der Riechsinn an Bedeutung.

## Verbreitung und Lebensraum
Brüllaffen leben auf dem amerikanischen Kontinent, vom südlichen Mexiko über das Amazonasbecken bis in das nördliche Argentinien. Die einzelnen Arten sind weitgehend allopatrisch, das heißt ihre Verbreitungsgebiete überschneiden sich nicht. Diese Primaten sind Waldbewohner, kommen aber in unterschiedlichsten Arten von Wäldern vor. So sind sie sowohl in tropischen Regenwäldern als auch in trockenen, laubwerfenden Wäldern, in Gebirgswäldern bis in 3200 Metern Höhe und sogar in der savannenähnlichen Cerrado-Landschaft zu finden.

## Lebensweise
Brüllaffen sind tagaktive Baumbewohner, kommen aber manchmal auf den Boden. Sie sind geschickte Kletterer, auch wenn ihre Bewegungen eher bedächtig sind. Der Greifschwanz wird als fünfte Hand eingesetzt und ist so stark, dass sich die Tiere nach einem Sprung von einem Ast allein mit dem Schwanz abfangen können. Oft besetzen Männchen und Weibchen unterschiedliche Teile der Bäume: während Männchen sich in den Baumkronen aufhalten, finden sich Weibchen eher in den unteren Teilen. Wie viele andere Blattfresser müssen sie den geringen Nährwert ihrer Nahrung mit langen Ruhezeiten kompensieren.
Sie leben in Gruppen zusammen, die meistens fünf bis zwanzig Tiere umfassen und aus einem oder mehreren geschlechtsreifen Männchen und mehreren Weibchen bestehen. Jedoch achten die älteren Männchen, dass das Verhältnis Männchen-Weibchen nicht unter 1:3 bis 1:4 sinkt, ansonst werden untergeordnete oder junge Männchen verjagt. Innerhalb der Gruppe besteht eine strenge Hierarchie unter den Männchen, Kämpfe untereinander und auch das Töten von Jungtieren sind keine Seltenheit. Nachdem sie erwachsen sind, verlassen die meisten Jungtiere ihre Familiengruppe, vermutlich weil sie dort innerhalb der Gruppenhierarchie chancenlos wären. Ein Revierverhalten ist nicht sehr stark ausgeprägt, Territorien verschiedener Gruppen können sich großflächig überlappen, einzig der Kernbereich wird verteidigt und mit Gebrüll angezeigt.

## Kommunikation
Brüllaffen haben ihren Namen vom lauten Brüllen der Tiere, das beide Geschlechter ausstoßen und das über mehrere Kilometer hinweg hörbar ist. Brüllaffen gelten weithin als die lautesten Landtiere. Laut Guinness-Buch der Rekorde sind ihre Rufe über eine Entfernung von 4,8 km deutlich zu hören. Das Gebrüll dient vor allem der Kommunikation verschiedener Gruppen untereinander. Alle Männchen der Gruppe stimmen ein, zusammen mit dem Antwortgebrüll anderer Tiere ergibt sich ein lautes Spektakel. Brüllaffen machen damit ihre Anwesenheit deutlich, um andere Gruppen vor ihrem Kernbereich zu warnen. Energieaufwändige Kämpfe – da die Brüllaffen Blätterfresser sind, müssen sie mit der Energie haushalten – können so vermieden werden. Ein zweiter Grund für das Gebrüll kann darin liegen, dass Einzeltiere Anschluss an eine Gruppe suchen – die Migration unter den Gruppen ist relativ hoch – und durch ihr Geschrei ihre Anwesenheit signalisieren und auch auf diese Weise Antwort erhalten, ob sie willkommen sind oder nicht. Meistens erklingt das Gebrüll am Morgen, im Bedarfsfall auch zu anderen Tageszeiten.

## Ernährung

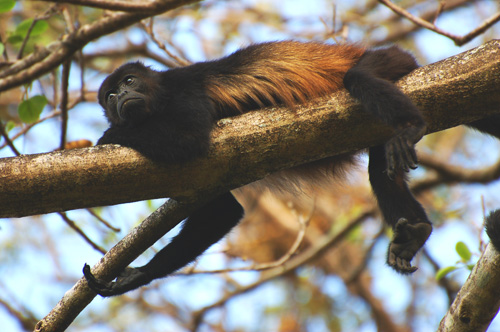
Mantelbrüllaffe (Alouatta palliata)

Brüllaffen sind reine Pflanzenfresser. Ihre Hauptnahrung sind Blätter, die 52 bis 77 % ihrer Jahresnahrung ausmachen. Daneben nehmen sie saisonal schwankend Früchte und Blüten zu sich. Gelegentlich kommen sie auf den Boden, um zu trinken oder Erde zu essen.

## Fortpflanzung
Geburten können das ganze Jahr über stattfinden, es gibt keine Anzeichen für eine saisonale Schwankung der Geburtenzahlen.
Beim Mantelbrüllaffen nähert sich das Weibchen den Männchen und deutet mit rhythmischen Zungenbewegungen seine Paarungsbereitschaft an. Wenn das Männchen ebenfalls mit Zungenbewegungen antwortet, dreht sich das Weibchen um und hebt das Becken, worauf das Männchen mit der Kopulation beginnt.
Alle Arten haben eine rund sechsmonatige (180 bis 190 Tage) Tragzeit und es kommt meist nur ein Jungtier zur Welt. Zunächst klammert es sich an den Bauch der Mutter, später reitet es auf ihrem Rücken. Nach einer Untersuchung sind 44 % aller Todesfälle von Jungtieren auf die Tötung durch ältere Männchen in der Gruppe zurückzuführen. Die anderen, vor allem kinderlosen Weibchen der Gruppe kümmern sich ebenfalls um die Jungtiere, auch der Vater lässt es auf seinem Rücken reiten. Mit rund zehn Monaten werden Jungtiere entwöhnt; Weibchen sind nach drei bis vier Jahren geschlechtsreif, Männchen nach fünf Jahren. Meist dauert es aber noch mehrere weitere Jahre, bis die Männchen in der Hierarchie so weit aufgestiegen sind, dass sie Nachwuchs zeugen können.
Die durchschnittliche Lebenserwartung beträgt rund 16 Jahre, in Menschenobhut sind Tiere über 20 Jahre alt geworden.

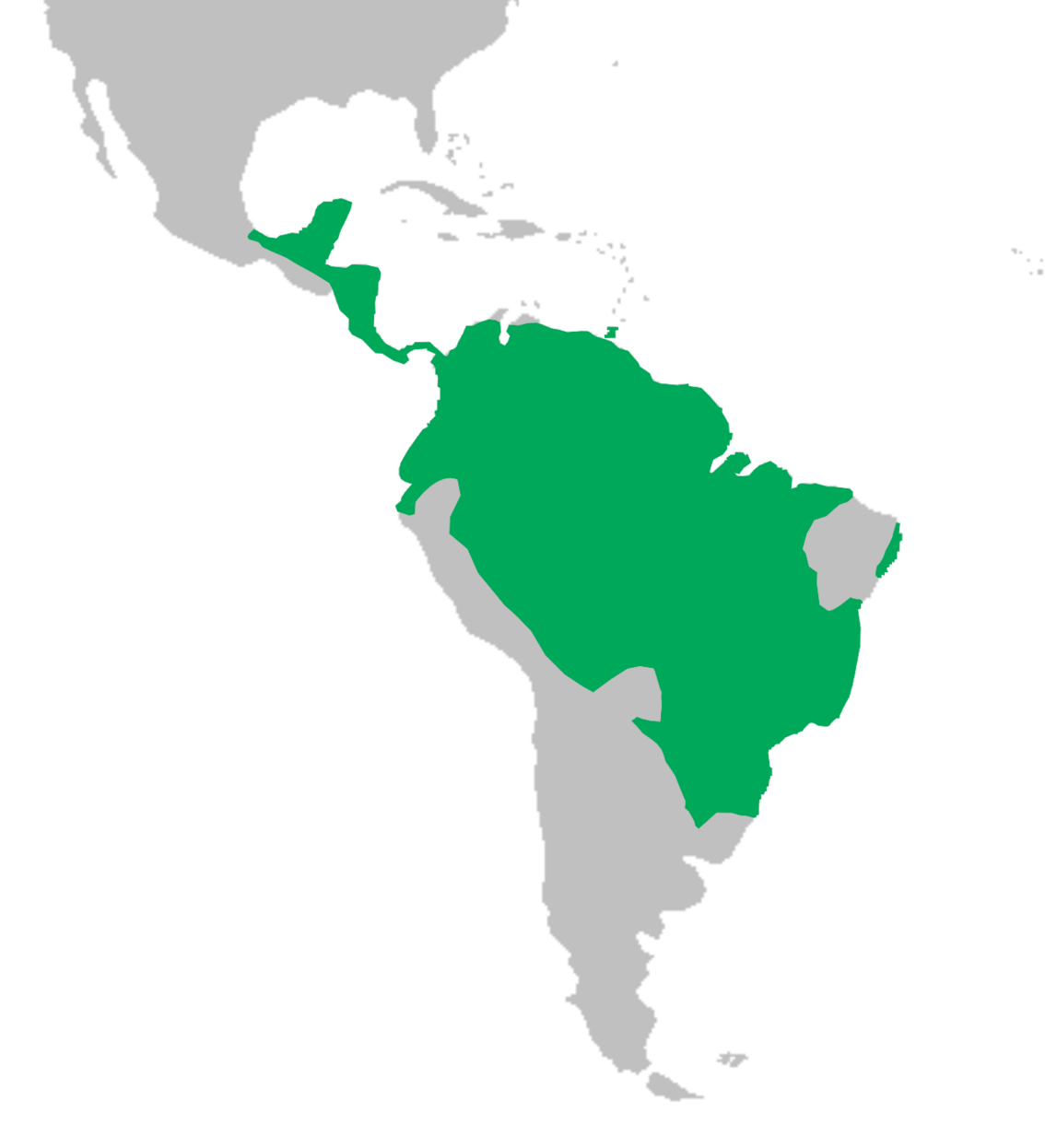
Verbreitungsgebiet der Brüllaffen

## Gefährdung
Zu den natürlichen Feinden der Brüllaffen zählen Raubkatzen wie der Ozelot oder die Langschwanzkatze und Greifvögel wie die Harpyie. Die Abholzung vieler Wälder hat dazu geführt, dass der Lebensraum der Brüllaffen heute oft verkleinert und zerstückelt ist. Eine untergeordnete Rolle spielt die Bejagung. Aufgrund ihrer Anpassungsfähigkeit und ihrer kleinen Territorien kommen Brüllaffen allerdings auch mit verkleinerten Lebensräumen besser zurecht als viele andere amerikanische Primaten und sind weniger gefährdet.

## Systematik

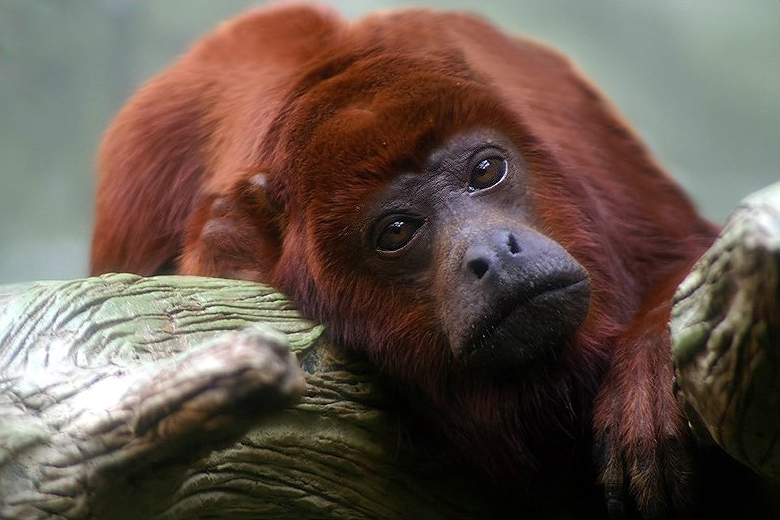
Roter Brüllaffe (Alouatta seniculus)

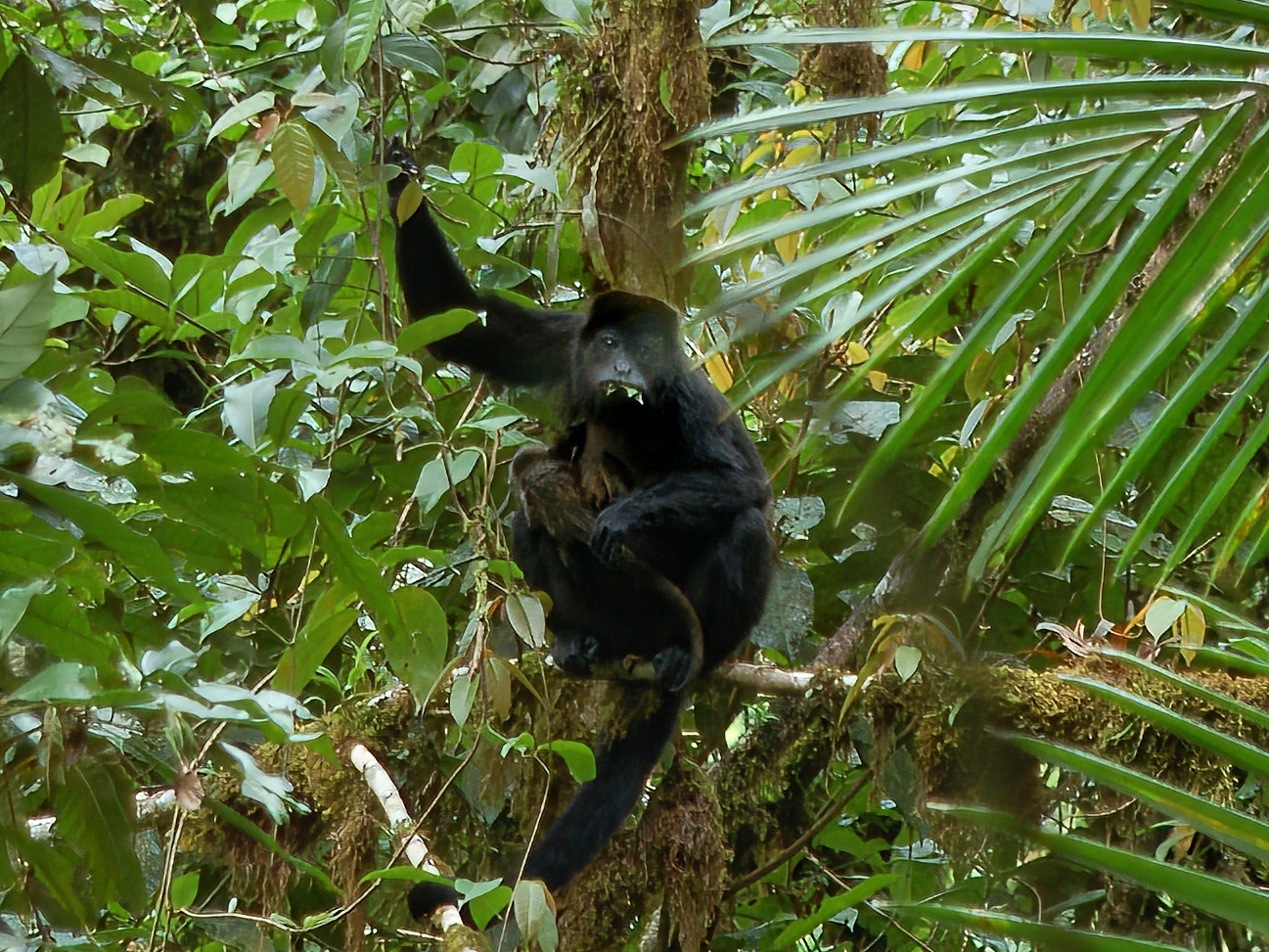
Brüllaffenmutter mit Jungtier (Monteverde, Costa Rica)

Die Brüllaffen werden zur Familie der Klammerschwanzaffen (Atelidae) gerechnet, die unter anderem durch den Greifschwanz charakterisiert sind. Innerhalb der Klammerschwanzaffen gelten sie als basale Gruppe und Schwestertaxon der übrigen Vertreter.
Der wissenschaftliche Gattungsname wurde vom französischen Wort Alouette (Lerche) abgeleitet. Er wird hier in der Bedeutung „Vorbote der Morgendämmerung“ benutzt.
Die Gattung der Brüllaffen wird in elf, zwölf oder 14 Arten unterteilt.
Mittelamerikanische Klade:
- Der Mantelbrüllaffe (Alouatta palliata) ist schwarzbraun gefärbt und hat lange, goldbraune Fransen an den Flanken. Sein Verbreitungsgebiet reicht von Mexiko bis zur Nordwestküste Südamerikas.
- Der Guatemala-Brüllaffe (Alouatta pigra) lebt auf der Halbinsel Yucatán, in Belize und Guatemala.

Südamerikanische Klade:
- Der Bärenbrüllaffe (Alouatta arctoidea) ähnelt äußerlich stark dem Roten Brüllaffen, unterscheidet sich genetisch aber deutlich von diesem.
- Der Rothandbrüllaffe (Alouatta belzebul) hat ein schwarzes Fell, die Hände, Füße und die Schwanzspitze sind manchmal rotbraun. Er lebt in der Amazonasregion.
- Beim Schwarzen Brüllaffen (Alouatta caraya), der im südlichen Südamerika lebt, sind die Männchen schwarz, während die Weibchen gelbbraun oder olivfarben gefärbt sind.
- Der Spix-Brüllaffe (Alouatta discolor) wurde erst kürzlich als Art vom Rothandbrüllaffen getrennt, hat im Unterschied zu diesem ein rötliches Rückenfell.
- Der Braune Brüllaffen (Alouatta guariba) ist in den Küstenwäldern Brasiliens und der Nordostspitze Argentiniens beheimatet. Seine Fellfärbung kann je nach Lebensraum von gelbbraun bis zu orangefarben variieren.
- Der Juruá-Brüllaffe (Alouatta juara) hat eine rotbraunes Fell und lebt im äußersten Westen des Amazonasgebiets.
- Der Guyana-Brüllaffe (Alouatta macconnelli) aus dem nordöstlichen Südamerika wurde erst kürzlich als Art vom Roten Brüllaffen abgetrennt.
- Der Amazonische Schwarze Brüllaffe (Alouatta nigerrima) ist schwarz gefärbt und lebt ebenfalls in der Amazonasregion.
- Der Purús-Brüllaffe (Alouatta puruensis) kommt im westlichen Amazonasbecken vor.
- Der Bolivianische Brüllaffe (Alouatta sara) aus dem mittleren Südamerika hat ein rötliches Fell.
- Der Rote Brüllaffe (Alouatta seniculus) lebt im nördlichen Südamerika. Sein Fell ist zumeist rotbraun.
- Der Maranhão-Brüllaffe (Alouatta ululata), Artstatus zweifelhaft, möglicherweise nur eine Population des Rothandbrüllaffen.[4]

Der Coiba-Brüllaffe bewohnt ein kleines Gebiet in Panama und gilt heute als Unterart des Mantelbrüllaffen.